# فریدرایشسگابکووگ
فریدرایشسگابکووگ (به آلمانی: Friedrichsgabekoog) یک پولدر و شهر در آلمان است که در دیمارشن واقع شده‌است. فریدرایشسگابکووگ ۶۶ نفر جمعیت دارد.